# Henry Larcom Abbot
Henry Larcom Abbot (13. srpna 1831 Beverly, Massachusetts – 1. října 1927 Cambridge, Massachusetts) byl americký ženista a brigádní generál.
Vystudoval Vojenskou akademii Spojených států amerických (mezi jeho spolužáky byli J. E. B. Stuart a George Washington Custis Lee). Od roku 1855 byl přidělen na práci v Kalifornii a Oregonu na přípravných pracích pro transkontinentální dráhu. Již v této době se ve spolupráci s Andrewem A. Humphreysem pustil pustil do zkoumání toku Mississippi. V rámci studia přišli s řadou nových poznatků a přispěli k rozvoji hydrologie.
Na počátku americké občanské války byl přidělen k jednotkám pod velením generála Irvina McDowella a byl zraněn v První bitvě u Bull Runu. Později byl přidělen k Potomacké armádě na její Poloostrovním tažení a byl povýšen na majora za svou činnost při bitvě u Yorktownu. Ke konci války dosáhl čestné hodnosti brigádního generála (řádné hodnosti brigádní generála dosáhl až ve výslužbě v roce 1904).
Armádu opustil v roce s hodností plukovníka 1895 a byl pak v letech 1897–1900 zaměstnán jako konzultant na stavbě Panamského průplavu.